# Studios de Bry-sur-Marne
Les Studios de Bry-sur-Marne sont des studios de tournage installés à Bry-sur-Marne. Avec huit plateaux et une surface de 40 000 m2, ils sont parmi les plus grands studios de France.
La superficie de l'ensemble du complexe est d'environ douze hectares et se trouve à proximité de l'INA.

## Situation et accès
Les studios sont situés 2 avenue de l'Europe à Bry-sur-Marne.

## Historique

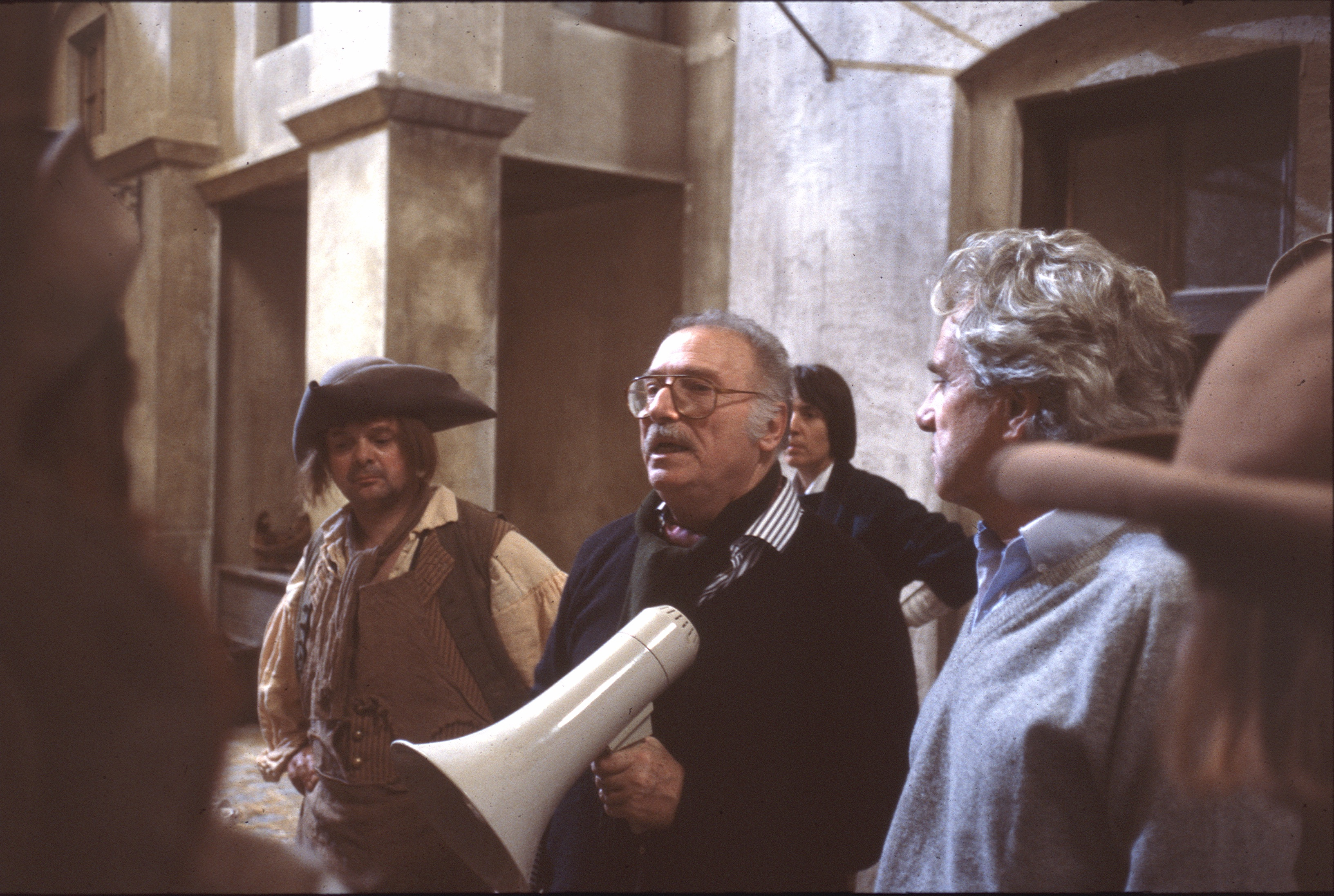
Charles Brabant sur le tournage des Nuits révolutionnaires aux studios SFP de Bry-sur-Marne en 1988.

Situés à Bry-sur-Marne dans le Val-de-Marne, dans la banlieue est de Paris, ils ont été construits par la Société française de production (SFP) entre 1977 et 1987.
Studios de télévision, ils ont évolué vers le cinéma. Propriétés de Euro Media France (qui a absorbé la SFP), ils sont cédés en 2012 au promoteur immobilier Nemoa. Euro Media reste quelque temps en tant que locataire, avant de préférer la plus récente Cité du cinéma.
Fin 2014, la fermeture du site est envisagée à la fin du bail en avril 2015, et une pétition circule dans le milieu du cinéma. Une issue favorable est finalement trouvée. Les studios sont alors gérés par le groupe Transpalux.
En 2017 les studios se portent mieux. Son directeur Pascal Bécu déclare : « Nos huit plateaux sont pleins et nous sommes attractifs : de 20 à 30 % des films français partis à l'étranger sont revenus en France ». Les studios restent cependant menacés notamment par le projet du Grand Paris Express. Le maire de Bry-sur-Marne et son conseil municipal soutiennent cependant les studios et l'activité audiovisuel et l'intègrent au PLU de la ville.
Les collectivités locales s'engagent en 2020 dans une démarche partenariale avec les acteurs publics et privés du site et du territoire pour développer un « Pôle audiovisuel » articulé autour des Studios de Bry et de l'INA. En juin 2023, le foncier des studios est acquis par Axa Investment Managers et Guillaume de Menthon qui projettent d'en doubler la capacité de production et de l'inscrire au sein d'un écosystème, en lien avec l'INA. Les studios sont labellisés « Grande Fabrique de l'Image – France 2030 », ce qui les inscrit dans un vaste programme de soutien public de développement des studios en France.
En janvier 2025, AXA IM Alts annonce le début de la construction de l'extension des studios au deuxième trimestre 2025 en vue d'une livraison au quatrième trimestre 2026. La rénovation du site existant sera opérée en parallèle. À l'issue des travaux, le site comportera 14 plateaux, de surfaces comprises entre 600 m2 et 1 400 m2 et entourés de toutes les facilités indispensables aux professionnels (ateliers, bureaux, loges...). Rachida Dati, ministre de la Culture, visite les Studios de Bry et l'INA en février 2025 et salue « le pôle qui se construit dans ce territoire [qui] sera à terme l'un des plus importants de France ».

## Plateaux

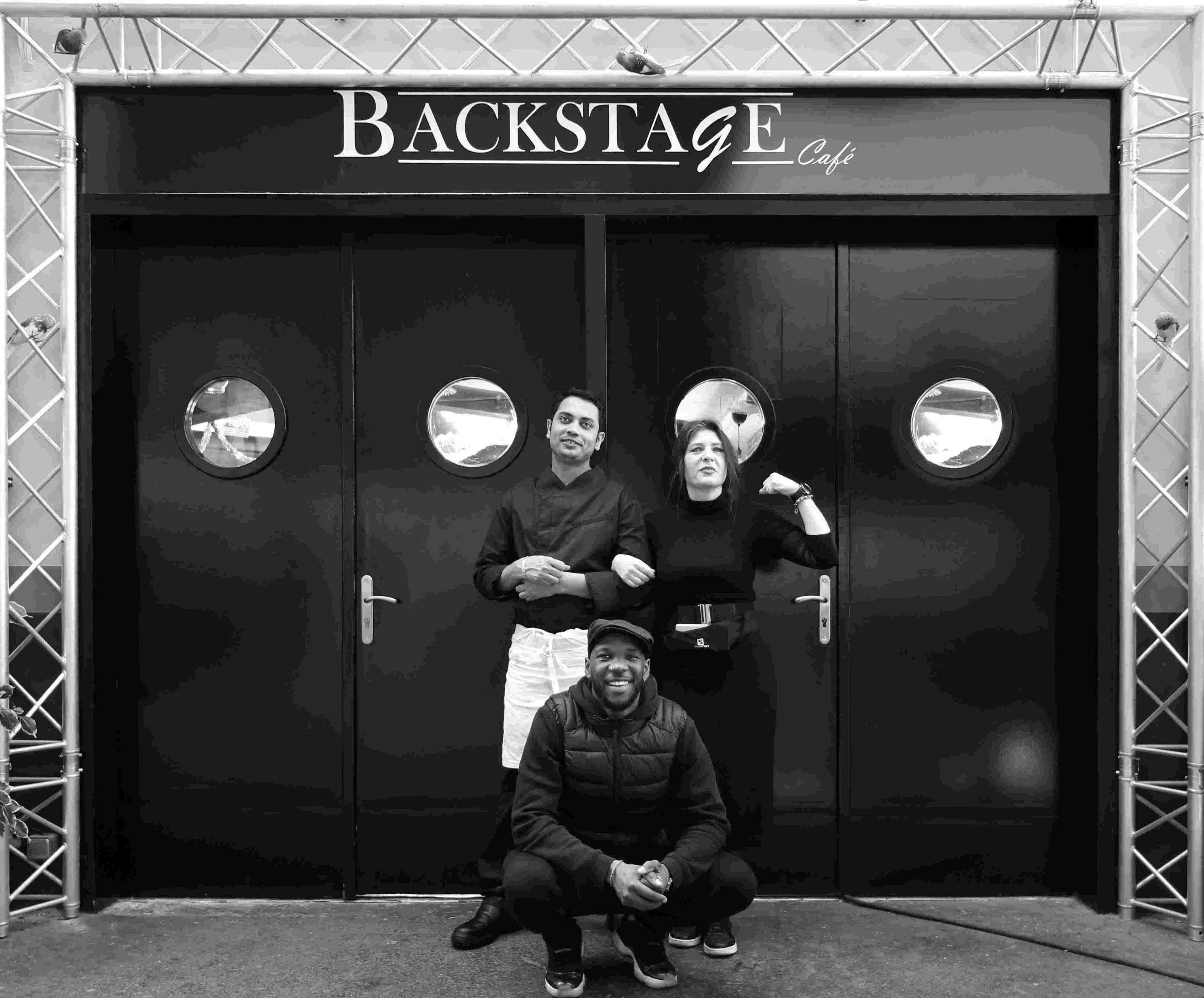
Le Backstage-Café, seul point de restauration des Studios de Bry-sur-Marne.

### Plateau B1[13]
- Surface globale : 1 000 m2
- Surface totale utile : 942 m2
- Hauteur sous passerelles : 12,10 m
- Fosse : 2,5 m de profondeur (12 × 8 m)

### Plateau B2[13]
- Surface globale : 700 m2
- Surface totale utile : 652 m2
- Hauteur sous passerelles : 10 m
- Deux fosses : 2,5 m de profondeur (5 × 3 m et 5 × 3 m)

### Plateau B3[13]
- Surface globale : 675 m2
- Surface totale utile : 629 m2
- Hauteur sous passerelles : 10 m
- Deux fosses : 2,5 m de profondeur (5 × 3 m et 5 × 3 m)

### Plateau B4[13]
- Surface globale : 290 m2
- Surface totale utile : 262 m2
- Hauteur sous poutres : 5 m

### Plateau B5[13]
- Surface globale : 1 085 m2
- Surface totale utile : 986 m2
- Hauteur sous passerelles : 17 m
- Fosse : 3 mètres de profondeur (10 × 6 m)

### Plateau B6[13]
- Surface globale : 914 m2
- Surface totale utile : 835 m2
- Hauteur sous passerelles : 17 m

### Plateau B7[13]
- Surface globale : 600 m2
- Surface totale utile : 560 m2
- Hauteur sous accroches : 8,40 m

### Plateau B10[14]
Le plateau B10 est situé au-dessus de B4.
- Surface globale : 340 m2
- Surface totale utile : 300 m2
- Hauteur au plafond : 7 m

### Backlot[13]
- Surface globale : 5 400 m2

### Surface asphaltée
- Surface globale : 1 000 m2

## Œuvres tournées dans les studios
N.B. : liste non-exhaustive

### Films
- 1978 : Je te tiens, tu me tiens par la barbichette de Jean Yanne
- 1993 : L'Odeur de la papaye verte de Trần Anh Hùng
- 1994 : Les Patriotes d'Éric Rochant
- 2004 : Les Rivières pourpres 2 : Les Anges de l'apocalypse d'Olivier Dahan
- 2004 : Un long dimanche de fiançailles de Jean-Pierre Jeunet
- 2006 : Marie-Antoinette de Sofia Coppola
- 2008 : Paris de Cédric Klapisch
- 2008 : Babylon A.D. de Mathieu Kassovitz
- 2008 : Mes stars et moi de Laetitia Colombani
- 2008 : Affaire de famille de Claus Drexel
- 2010 : Les Aventures extraordinaires d'Adèle Blanc-Sec de Luc Besson
- 2011 : La Proie d'Éric Valette
- 2011 : Carnage de Roman Polanski
- 2011 : Colombiana d'Olivier Megaton
- 2011 : The Lady de Luc Besson
- 2012 : Dans la maison de François Ozon
- 2012 : Les Saveurs du palais de Christian Vincent
- 2013 : Le Renard jaune de Jean-Pierre Mocky
- 2014 : Le Crocodile du Botswanga de Lionel Steketee et Fabrice Éboué
- 2014 : Hunger Games : La Révolte, partie 1 de Francis Lawrence
- 2014 : Lou ! Journal infime de Julien Neel
- 2014 : Jacky au royaume des filles de Riad Sattouf
- 2015 : Une famille à louer de Jean-Pierre Améris
- 2015 : L'Hermine de Christian Vincent
- 2016 : Un homme à la hauteur de Laurent Tirard
- 2016 : Des nouvelles de la planète Mars de Dominik Moll
- 2016 : Divines de Houda Benyamina
- 2016 : Victoria de Justine Triet
- 2017 : Mes trésors de Pascal Bourdiaux
- 2017 : Barbara de Mathieu Amalric
- 2017 : Au revoir là-haut d'Albert Dupontel
- 2017 : D'après une histoire vraie de Roman Polanski
- 2018 : Dans la brume de Daniel Roby
- 2019 : Le Chant du loup d'Antonin Baudry
- 2020 : Connectés de Romuald Boulanger
- 2020 : Le Prince oublié de Michel Hazanavicius
- 2020 : De Gaulle de Gabriel Le Bomin
- 2021 : Big Bug de Jean-Pierre Jeunet
- 2022 : Rumba la vie de Franck Dubosc
- 2023 : Astérix et Obélix : L'Empire du Milieu de Guillaume Canet
- 2023 : vermines de Sébastien Vaniček
- 2024 : Le Comte de Monte-Cristo d'Alexandre de La Patellière et de Matthieu Delaporte
- 2024 : Emilia Pérez de Jacques Audiard
- 2025 : La Venue de l'avenir de Cédric Klapisch
- 2025 : Yoroï de David Tomaszewski

### Émissions et séries télévisées
- Les Nuits révolutionnaires
- En cas de bonheur (SFP/TF1)
- L'Or à l'appel (TF1)
- Seconde B (SFP/France 2)
- Les Z'amours (France 2)
- Dilemme (W9)
- Mokshû Patamû (TF1)
- Le Juste Prix (TF1, 1988–1998), plateau B1
- La Porte magique (La Cinq)
- Classe mannequin (M6)
- Zone rouge (TF1)
- Le Bigdil (TF1, 2003–2004)
- Les Années bonheur (France 2)
- Le Plus Grand Cabaret du monde (France 2)
- Versailles (Canal+)
- Access (C8)
- Le Bazar de la Charité (TF1, Netflix)
- Marie Antoinette (Canal+)
- LOL : qui rit, sort ! (Amazon Prime)
- Saison 2 de Bref. (Disney+, TF1)